# Louis Rwagasore
Le prince Louis Rwagasore (né le 10 janvier 1932 à Gitega et mort le 13 octobre 1961, assassiné à Bujumbura, près du lac Tanganyika) est un homme d'État burundais, membre de la famille royale. Il est premier ministre quelques mois avant que le pays n'obtienne l'indépendance.

## Jeunesse
Prince héritier du Burundi à sa naissance, le prince Louis Rwagasore est le fils du mwami Mwambutsa IV et de la reine Thérèse Kanyonga. En 1939, il entame ses études à l'école primaire de Bukeye, puis à Kanyinya et Gitega. En 1945, il s'embarque pour le Rwanda, où il entre au Groupe Scolaire d'Astrida à Butare et y passe 6 ans. De retour de Belgique après des études à l’université d’Anvers, il entame sa vie politique en 1956.

## Carrière politique
En septembre 1958, il fonde l'Union pour le progrès national (UPRONA) pour lutter contre les Belges et réclamer l'indépendance du Burundi. Son père le nomme chef de Butanyerera, pensant que le rôle de la famille royale doit transcender les politiques partisanes, mais Rwagasore renonce pour se consacrer entièrement à la cause nationaliste.
En février 1960, le roi se sent menacé par le nationalisme, à l'heure où le Congo belge, pays voisin, vient d'accéder à l'indépendance.
Lors du premier congrès de l'UPRONA en mars 1960, Louis Rwagasore réclame l'indépendance totale du Burundi et incite la population à boycotter les magasins belges et à refuser de payer les impôts.
Du 27 octobre au 9 décembre 1960, le prince Rwagasore est placé en résidence surveillée, alors que les élections communales doivent être tenues à la mi-novembre. Le but de son placement en résidence surveillée est d'handicaper l'UPRONA, et de l'empêcher de remporter les élections communales. Le but est atteint : les élections communales sont remportées par le PDC, parti soutenu par la Belgique.
Le 18 septembre 1961, ont lieu les élections législatives sous la supervision de l’ONU. Rwagasore et l'UPRONA remportent une large victoire avec 80 % des voix. Il devient premier ministre du Burundi le 29 septembre 1961.

## Assassinat
Le 13 octobre 1961, le prince Rwagasore est assassiné d'une balle provenant d'un tireur embusqué, alors qu'il dînait dans un restaurant près du lac Tanganyika. Son assassinat est organisé par le chef Baranyanka (membre de la famille royale) avec d'autres représentants du parti PDC. Le tireur est un Grec du nom de Jean Kageorgis.
- Le 2 avril 1962 : condamnation des assassins du prince
- Le 30 juin 1962 : Kageorgis est fusillé[Note 1].
- Le 1er juillet 1962 : proclamation de l'indépendance du Burundi
- Le 15 janvier 1963 : les commanditaires de l'assassinat du prince Rwagasore sont pendus dans le stade de Gitega. Parmi eux, deux fils du chef Baranyanka : Ntidendereza et Birori.

Selon le sociologue Ludo De Witte, des documents découverts dans les archives nationales du Royaume-Uni permettraient de conclure à une implication de la tutelle belge dans l'assassinat du Prince Rwagasore. La revue Toudi a publié en 2013 le texte complet de l'étude de Ludo De Witte.

## Vie personnelle
Le 12 septembre 1959, il épouse Marie-Rose Ntamikevyo (décédée en 1973) qui lui donne deux filles : 
- la princesse Marie-Thérèse Rwagasore (3 juin 1960-15 novembre 1961).
- la princesse Marie-Pie Rwagasore (posthume, 28 novembre 1961-23 février 1962).

## Ascendance
|  |                                                  |  |  |  |  |  |  |  |  |  |  |  |  |  |  |  |
|  | 16. Ntare IV, Sultan et Mwami du Burundi         |  |  |  |  |  |  |  |  |  |  |  |  |  |  |  |
|  |                                                  |  |  |  |  |  |  |  |  |  |  |  |  |  |  |  |
|  |                                                  |  |  |  |  |  |  |  |  |  |  |  |  |  |  |  |
|  | 8. Mwezi IV, Sultan et Mwami du Burundi          |  |  |  |  |  |  |  |  |  |  |  |  |  |  |  |
|  |                                                  |  |  |  |  |  |  |  |  |  |  |  |  |  |  |  |
|  |                                                  |  |  |  |  |  |  |  |  |  |  |  |  |  |  |  |
|  | 17. Vyano, du Clan Mwenengwe                     |  |  |  |  |  |  |  |  |  |  |  |  |  |  |  |
|  |                                                  |  |  |  |  |  |  |  |  |  |  |  |  |  |  |  |
|  |                                                  |  |  |  |  |  |  |  |  |  |  |  |  |  |  |  |
|  | 4. Mutaga IV, Sultan et Mwami du Burundi         |  |  |  |  |  |  |  |  |  |  |  |  |  |  |  |
|  |                                                  |  |  |  |  |  |  |  |  |  |  |  |  |  |  |  |
|  |                                                  |  |  |  |  |  |  |  |  |  |  |  |  |  |  |  |
|  | 9. Vyano, du Clan Bunyakarama                    |  |  |  |  |  |  |  |  |  |  |  |  |  |  |  |
|  |                                                  |  |  |  |  |  |  |  |  |  |  |  |  |  |  |  |
|  |                                                  |  |  |  |  |  |  |  |  |  |  |  |  |  |  |  |
|  | 2. Mwambutsa IV, Roi du Burundi                  |  |  |  |  |  |  |  |  |  |  |  |  |  |  |  |
|  |                                                  |  |  |  |  |  |  |  |  |  |  |  |  |  |  |  |
|  |                                                  |  |  |  |  |  |  |  |  |  |  |  |  |  |  |  |
|  | 5. Princesse Ngenzahago, du Clan Munyagisaka     |  |  |  |  |  |  |  |  |  |  |  |  |  |  |  |
|  |                                                  |  |  |  |  |  |  |  |  |  |  |  |  |  |  |  |
|  |                                                  |  |  |  |  |  |  |  |  |  |  |  |  |  |  |  |
|  | 1. Louis Rwagasore, Prince héritier du Burundi   |  |  |  |  |  |  |  |  |  |  |  |  |  |  |  |
|  |                                                  |  |  |  |  |  |  |  |  |  |  |  |  |  |  |  |
|  |                                                  |  |  |  |  |  |  |  |  |  |  |  |  |  |  |  |
|  | 6. Umuganwa mutaga Joseph Menyo, du Clan Abasine |  |  |  |  |  |  |  |  |  |  |  |  |  |  |  |
|  |                                                  |  |  |  |  |  |  |  |  |  |  |  |  |  |  |  |
|  |                                                  |  |  |  |  |  |  |  |  |  |  |  |  |  |  |  |
|  | 3. Thèrése Kayonga                               |  |  |  |  |  |  |  |  |  |  |  |  |  |  |  |
|  |                                                  |  |  |  |  |  |  |  |  |  |  |  |  |  |  |  |
|  |                                                  |  |  |  |  |  |  |  |  |  |  |  |  |  |  |  |
|  | 7. Inabigendera                                  |  |  |  |  |  |  |  |  |  |  |  |  |  |  |  |
|  |                                                  |  |  |  |  |  |  |  |  |  |  |  |  |  |  |  |
|  |                                                  |  |  |  |  |  |  |  |  |  |  |  |  |  |  |  |